# کارمن مارتون
کارمن مارتون (به انگلیسی: Carmen Marton) زاده ۳۰ ژوئن سال ۱۹۸۶ میلادی - تکواندوکار استرالیایی است.

## زندگی ورزشی و افتخارات
کارمن در ابتدای کار خود در مسابقات نوجوانان تکواندو جهان به موفقیت دست نیافت اما پیش از حضور در ججو ۲۰۰۱ در چانگ چوا برنز نوجوانان آسیا را بدست آورد.
کارمن در ججو، در دور اول به یک تکواندوکار ژاپنی باخت و حذف شد اما در جام جهانی ۲۰۰۲ توکیو مدال نقره را کسب کرد.
مارتون در ژاپن ابتدا نماینده تایلند را ۷ – صفر شکست داد و سپس مارگاریتا مگرتیچیان از روسیه را ۶ – یک مغلوب کرد. حریف سوم کارمن دایانا لوپز از کشور آمریکا بود که در مقابل مارتون ۲–۷ شکست خورد. مارتون در فینال ۲–۴ به ایریدا سالازار اهل کشور مکزیک شکست خورد و به نقره جام جهانی بسنده کرد.
مارتون در مسابقات جهانی ۲۰۰۳ پارتن کرشن حضور یافت اما با شکست در مسابقه اول خود مقابل پاملا آگوستینیایتالیایی با نتیجه یک – ۹ از دور مسابقات حذف شد.
در وزن -۶۳ کیلوی تکواندو استرالیا در مادرید اسپانیا در سال ۲۰۰۵، روی پله سوم دنیا ایستاد. کارمن با شکست کیم یئون کره‌ای (۶–۵)، بیوهین ویتنامی (۱۲ – ۱۱) و عزیزه تانری کولو ترک ر(۷–۴) شکست داد اما با باخت به ون لی سو از چین تایپه (۲–۸) باخت برنز گرفت.
نماینده استرالیا در المپیک لندن ۲۰۱۲، سابقه شرکت در مبارزات المپیک سال ۲۰۰۸ را هم دارد. کارمن در پکن بنیتس از اکوادور را ۲ – صفر برد امادر یک چهارم ۲–۵ مغلوب ناتالیا سیلوا از کشور برزیل گشت و حذف شد.
مارتون در مسابقات جهانی سال ۲۰۰۷ نیز در مرحله یک چهارم نهایی رقابت‌های پکن صفر – ۷ مقابل هوانگ سئون از کره باخت و از مسابقات کنار رفت.
مارتون در مسابقات جهانی ۲۰۰۹ و ۲۰۱۱ ناکام ماند.
کارمن در کپنهاگ ۲۰۰۹ نتیجه مبارزه مرحله یک‌هشتم خود را مقابل چوناپاس تایلندی ۳–۷ واگذار کرد.
کارمن در کیونگجو ۲۰۱۱ هم پس از شکست یاکولوآ اوکراینی و کارانیتاسی یونانی را ۴–۲ و ۷- یک برد، در مرحله بعد با شکست الین جانسون سوئدی (۶-)۳ به مرحله یک چهارم رسید اما با باخت به مارینا سومیچ از کروات با نتیجه ۳ – ۱۵ از دسترسی به مدال بازماند.
کارمن در مسابقات کسب سهمیه المپیک ۲۰۱۱ باکو تنها دو مبارزه کرد. او پس از شکست دادن آدانیس کوردرو از ونزوئلا ۳ – یک با شکست از سحام الساواحی آفریقایی با نتیجه ۵–۶ از دور مسابقات کنار رفت.
کارمن مارتون در سال ۲۰۱۲ شرکت در دو تورنمت هلند و اسپانیا نیز شرکت کرد. او در اسپانیا مدال برنز را به گردن آویخت و در آیندهوون به مدال ارزشمند طلا دست یافت.
کارمن برای رسیدن به المپیک لندن در مسابقات کسب سهمیه قاره اقیانوسیه نقره گرفت. او در فینال ۶ – ۷ به اوا گومز از اسپانیا باخت.

## المپیک ۲۰۱۲ لندن
کارمن در اولین دیدار خود پس از شکست سوسن حاجی پور تا مرحله نیمه نهایی رسید اما با شکست در این مرحله متوقف شد. وی از رسیدن به مدال برنز این بازیها نیز بازماند.